# Trofologia
La trofologia és l'aplicació dels principis científics a la creació i manteniment del subministrament d'aliments.
Les activitats dels trofòlegs inclou el desenvolupament de nous productes alimentaris, els disseny dels processos per prodir-los, escollir els materials dels envasos, els estudis del temps de caducitat, l'avaluació sensorial dels productes i també les proves microbiològiques i químiques.
La trofologia és una ciència aplicada altament interdisciplinar que incorpora conceptes de moltes ciències incloent la microbiologia, l'enginyeria química i la bioquímica.

## Publicacions
- Food and Bioprocess Technology
- LWT- Food Science and Technology

### Organitzacions de trofologia
- Food Science Australia Arxivat 2010-03-20 a Wayback Machine.
- Institute of Food Technologists - Estats Units
- Institute of Food Science and Technology - Regne Unit
- International Union of Food Science and Technology i els seus capítols regionals